# Professeur Ganiviat
'Professeur Ganiviat' est un cultivar de rosier thé obtenu en 1890 par le rosiériste français Jean Perrier, installé alors aux Rivières près de Lyon. Il est dédié au professeur Ganiviat, professeur d'architecture et d'histoire de l'art à la Société d'enseignement professionnel du Rhône.

## Description
Ce rosier vigoureux et très florifère au feuillage vert foncé s'élève de 80 cm à 100 cm. Ses fleurs doubles (17-25 pétales) très parfumées sont rouge ponceau foncé aux nuances pourpres. Elles sont moyennes. La floraison a lieu jusqu'aux premières gelées. Cette variété était très prisée au début du XXe siècle, surtout dans les pays à climat doux.
Sa zone de rusticité est de 6b à 9b.
On peut admirer cette variété à la roseraie du Val-de-Marne de L'Haÿ-les-Roses, ainsi qu’à l’ancienne roseraie du Parc de la Tête-d'Or à Lyon. Elle est issue de 'Souvenir de David d'Angers'.

## Distinctions
- Médaille de vermeil de l'association horticole lyonnaise, 1890[1]